# Gravity Falls
Gravity Falls is een Amerikaanse animatieserie gecreëerd door Alex Hirsch. Vanaf 2012 werd de serie uitgezonden op Disney Channel. Op 20 november 2015 maakte Hirsch bekend dat Gravity Falls na twee seizoenen zou eindigen. De laatste aflevering werd uitgezonden op 15 februari 2016.

## Verhaal
De serie volgt de avonturen van tweeling Dipper en Mabel Pines, die door hun ouders voor een zomer naar het dorp Gravity Falls in Oregon worden gestuurd om in de Raadselschuur, de toeristenval van hun grootoom Stan, vakantie te vieren. Na het vinden van een occult boek ontdekt Dipper een verscheidenheid aan mysteries die zich afspelen in het vreemde dorp, wat het leven van de tweeling voorgoed op zijn kop zet. In de loop van het eerste seizoen komt de tweeling oog in oog te staan met meerdere monsters en bovennatuurlijke gebeurtenissen. Een rode draad in dit seizoen is dat Stans rivaal Gideon Gleeful voor zijn eigen doeleinden Stans Raadselschuur in zijn bezit wil krijgen. Aan het einde van het seizoen slaagt hij hier ook in, maar wordt hij in een laatste confrontatie door de tweeling verslagen en ontmaskerd als de schurk die hij werkelijk is.
In het tweede seizoen wordt duidelijk dat Stan er een geheim leven op na houdt. Zo blijkt hij, anders dan wat hij beweert, wel degelijk op de hoogte van de mysterieuze gebeurtenissen in Gravity Falls, en dat hij onder de Raadselschuur werkt aan een portaal waarvan de blauwdrukken afgebeeld staan in Dippers boek en twee andere, soortgelijke boeken geschreven door dezelfde auteur. In de aflevering "Not What He Seems" komt de waarheid aan het licht; de boeken zijn geschreven door Stans tweelingbroer, die nadien echter in het portaal naar een andere dimensie verdwijnt. Stan wil hem uit die dimensie terughalen. Aan het einde van de aflevering slaagt hij hierin. De rest van het seizoen gaan Dipper en Mabel samen met hun oudooms de strijd aan met Bill Cipher, die Fords portaal wil gebruiken om de wereld over te nemen.

## Personages

### Hoofdpersonages
- 'Dipper' Pines (Jason Ritter), de 5 minuten jongere tweelingbroer van Mabel. Hij is intelligent en sceptisch, maar vaak onzeker van zichzelf. Hij houdt van het onderzoeken van de vele mysteries van Gravity Falls. Als hij samen met Mabel op avontuur gaat neemt hij doorgaans de leiding. De naam “Dipper” is eigenlijk een bijnaam, die hij te danken heeft aan een moedervlek op zijn voorhoofd in de vorm van de asterisme "Het Steelpannetje" (Engels: “Big Dipper”), maar deze zit doorgaans verborgen onder een haarlok. Hij heeft een oogje op Wendy Corduroy, die hij herhaaldelijk (zonder succes) voor zich probeert te winnen.
- Mabel Pines (Kristen Schaal), de tweelingzus van Dipper. Haar excentrieke en altijd optimistische gedrag werken vaak op andermans zenuwen, maar ergens valt ze ook in de schaduw van haar broer, wat haar soms gevoelig maakt. Ze heeft een hechte band met haar huisdier, een varkentje genaamd Waggel.
- Stanley Pines (oudoom Stan) (Alex Hirsch), de grootoom van Dipper en Mabel. Hij is de corrupte en ongure eigenaar van de Raadselschuur, die goedgelovige toeristen bedriegt met nepmysteries en monsters. Van de echte monsters in Gravity Falls beweert hij niets te weten, maar in het tweede seizoen blijkt dat hij wel degelijk weet hoe vreemd het dorp is. Ondanks dat hij nors overkomt, geeft hij veel om de tweeling en probeert hen te allen tijde uit de problemen te houden. In de loop van de serie komt zijn verleden langzaam aan het licht; hij blijkt te zijn verstoten door zijn familie nadat hij per ongeluk een schoolproject van zijn tweelingbroer Stanford vernielde, en Stanford zo een plaats aan een prestigieuze universiteit ontnam. Hij mocht pas terugkomen nadat hij voor zijn familie een fortuin had verdiend. In de jaren erop is hij zodoende bij veel louche handeltjes betrokken geweest, waardoor hij al driemaal in de gevangenis heeft gezeten in verschillende landen en uit bijna elke staat in de Verenigde Staten verbannen is. 30 jaar voor aanvang van de serie was hij er per ongeluk verantwoordelijk voor dat zijn broer Stanford in een portaal verdween, waarna hij alles in het werk zette om Stanford terug te halen. Om aan geld te komen, en de verdwijning van Stanford niet op te laten vallen, nam Stan zo lang Fords identiteit aan en verbouwde diens huis tot de raadselschuur.
- Stanford “Ford” Pines (de auteur) (J.K. Simmons), de tweelingbroer van Stanley Pines en de auteur van de drie boeken. Hij lijdt aan polydactylie (zesvingerigheid). Anders dan Stanley was hij een goede en ijverige leerling. Als kind waren Ford en Stan onafscheidelijk, maar ze kwamen op gespannen voet met elkaar te staan nadat Stanley per ongeluk Fords schoolproject vernielde en hem zo een kans te gaan studeren aan een prestigieuze universiteit ontnam. Nadat Stan was verstoten van huis wist Ford uiteindelijk toch geaccepteerd te worden aan een andere universiteit, en na zijn studie vestigde hij zich in Gravity Falls om aldaar de vele mysteries te onderzoeken. Hij kwam tot de conclusie dat al het vreemde in Gravity Falls uit een andere dimensie kwam en bouwde een portaal om deze dimensie te bereiken, maar nadat dit was voltooid realiseerde Stanford dat hij mogelijk iets gevaarlijks had ontketend. Hij zocht weer contact met Stan om hem te helpen de drie dagboeken te verstoppen, maar toen Stan in Gravity Falls kwam laaide hun oude ruzie weer op. Hierbij werd het portaal weer geactiveerd en werd Stanford naar binnen gezogen. In het tweede seizoen van de serie slaagt Stan er eindelijk in de poort weer te openen en Ford terug te halen. Na zijn terugkeer ontwikkelt Ford een sterke band met Dipper, en maakt hij hem zelfs tot zijn leerling.
- Soos Ramirez  (Alex Hirsch), de onintelligente maar sympathieke klusjesman van de Raadselschuur.  Hij vergezelt Mabel en Dipper vaak op hun reizen. Hoewel hij lui en onhandig is, heeft hij degelijk zijn talenten zoals engineering, diskjockey en flipperkast spelen. Hij heeft geen goede relatie met zijn vader, die hem nooit op zijn verjaardag bezocht.
- Wendy Corduroy (Linda Cardellini), de 15-jarige hippe verkoopster van de Raadselschuur op wie Dipper een oogje heeft. Ze is de dochter van Mannelijke Dan, de stoerste houthakker van Gravity Falls. Ze heeft een tijdje een relatie gehad met Robbie Valentino, maar toen Dipper, Mabel en Stan erachter kwamen dat hij haar bedroog, heeft ze het uitgemaakt.
- Waggel (Dee Bradley Baker), het varkentje van Mabel dat ze heeft gewonnen op de kermis.
- Bill Cipher (Alex Hirsch), een gevaarlijk demonisch wezen in de gedaante van een alziend oog, dat in het eerste seizoen door Gideon gesommeerd wordt om de Raadselschuur van Stan af te pakken. Dit mislukt uiteindelijk. In het tweede seizoen duikt hij steeds vaker op en ontpopt zich geleidelijk tot de ware antagonist van de serie. Zo blijkt dat hij een verleden heeft met Stanford Pines. Hij heeft Stanford er 30 jaar geleden toe aangezet om het portaal te bouwen, daar hij dit gebruiken wil om de wereld te veroveren. Bill beschikt over meerdere magische krachten. Een van zijn weinige zwakheden is eenhoornhaar. Aan het einde van het tweede seizoen slaagt hij in zijn opzet om het portaal te openen, waarmee hij een groot leger demonische wezens naar Gravity Falls haalt om van daaruit de wereld over te nemen. Hij wordt echter in een laatste confrontatie verslagen door de familie Pines. In seizoen 1 was zijn naam tijdelijk Bill Codex.

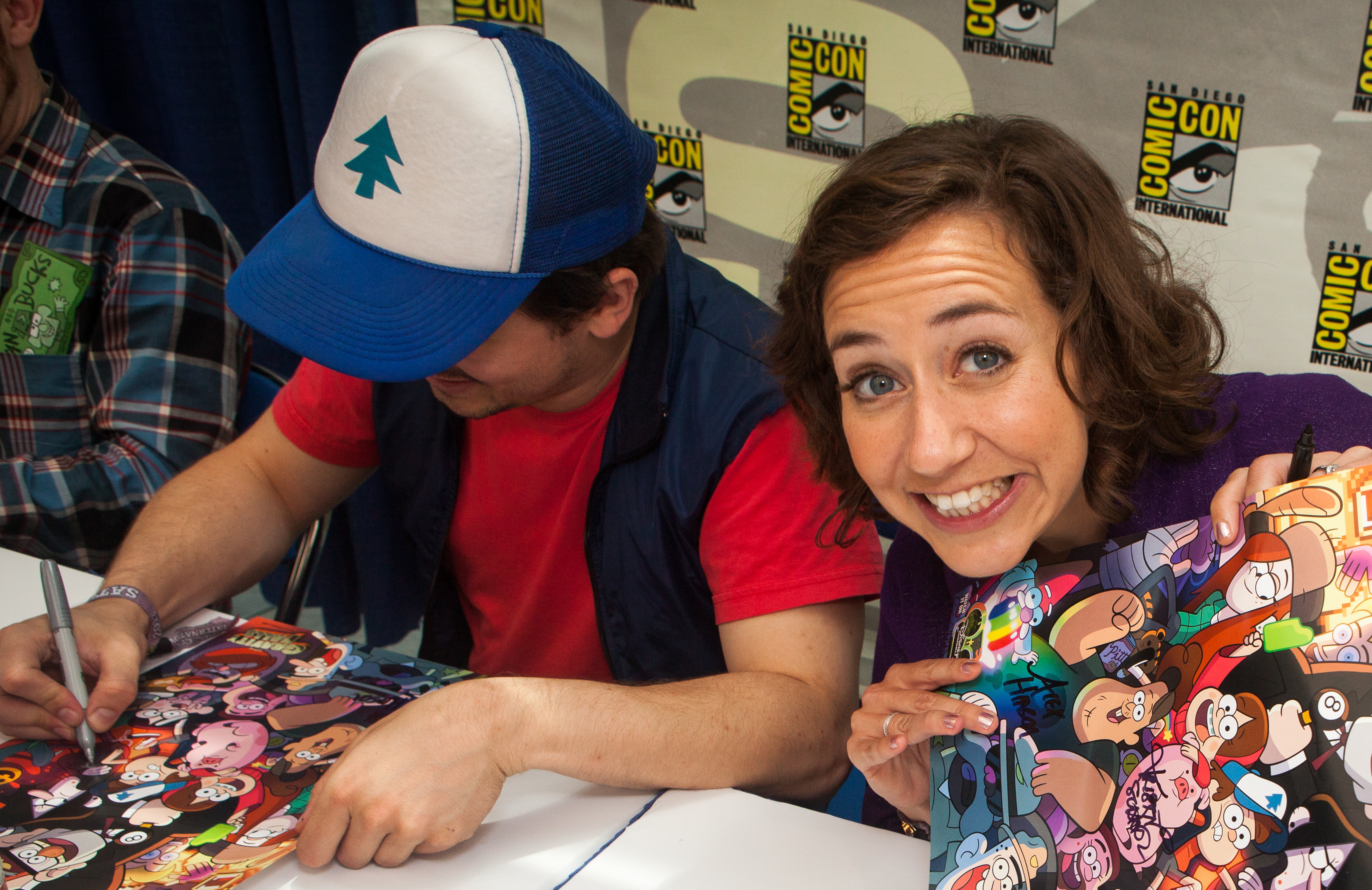
Stemacteurs Jason Ritter (Dipper) en Kristen Schaal (Mabel) verkleed als hun personages uit de serie tijdens de Comic-Con editie in 2013

### Bijpersonages
- Gideon Gleeful (Thurop Van Orman), jonge "waarzegger" die beweert dat hij paranormale gaven heeft, maar eigenlijk een bedrieger is. Hij ziet zichzelf als Stans aartsvijand en doet er alles aan om de Raadselschuur in zijn bezit te krijgen. Eind seizoen 1 wordt hij gearresteerd en gevangengezet. In seizoen 2 ontsnapt hij echter uit de gevangenis met behulp van Stans geit Gompers en sluit zich aan bij Bill Cipher. Nadat Bill Gravity Falls heeft overgenomen en Mabel gevangengezet, keert Gideon zich tegen Bill en helpt mee hem te verslaan.
- Candy Chiu (Niki Yang), Aziatische vriendin van Mabel. Ze wordt geminacht door Pacifica vanwege haar afkomst. Candy is smoorverliefd op Dipper en probeert ook vaak indruk op hem te maken.
- Grenda (Carl Faruolo), forsgebouwde vriendin van Mabel. Net zoals Candy wordt ze door Pacifica geminacht omdat ze een lage stem heeft.
- Robbie Valentino. (T.J. Miller), jonge punk die tegen Dipper om het hart van Wendy strijdt. In het tweede deel van het eerste seizoen slaagt hij erin een relatie te krijgen met Wendy, die echter ook weer snel voorbij is nadat hij ervan werd beschuldigt haar te bedriegen. Na de gebeurtenissen in 'The Love God' heeft hij een relatie met Tambry.
- Pacifica Northwest (Jackie Buscarino), was een verwend en gemeen meisje dat weinig respect had voor Mabel. In de aflevering Northwest Mansion Mystery (Northwest Mansion Noir) wordt het duidelijk dat haar gemene gedrag komt door haar familie, die haar mishandelt. Ze realiseert zich hoe gemeen ze was en sluit vriendschap met Dipper en Mabel. Net zoals Candy is Pacifica ook verliefd op Dipper en vecht ook vaak met haar om hem.
- "Old Man" Fiddleford Hadron McGucket (Alex Hirsch), oude dorpsgek van Gravity Falls (en het oude bouwhulpje van Stanford). Hij werd gek nadat hij gedeeltelijk in Stanfords portaal werd gezogen tijdens een test. Wat hij aan de andere kant van het portaal zag, was zodanig traumatiserend dat hij een geheugenwisapparaat heeft uitgevonden om zijn slechte herinneringen te verwijderen. Omdat hij zijn geheugen te vaak onnodig wiste (ontmoetingen met kabouters etc.), heeft hij per ongeluk zijn hele geheugen verwijderd, waardoor hij uiteindelijk gek werd.
- Sheriff Blubs (Kevin Michael Richardson), sheriff van Gravity Falls.
- Deputy Edwin Durland (Keith Ferguson), onintelligente rechterhand van Sheriff Blubs.
- Luie Susan (Jennifer Coolidge), ongure (maar domme) serveerster van het plaatselijke restaurant waar Stan een oogje op heeft.
- Toby Determined (Gregg Turkington), sullige journalist van de Roddelaar in Gravity Falls. Hij heeft een oogje op de nieuwslezeres Shandra Jimenez. In het Nederlands heet hij Harry Hardnekkig.
- (Mannelijke) Dan Corduroy (John DiMaggio), extreem mannelijke vader van Wendy.
- Tyler Cutebiker (Will Forte), schattige motorrijder die graag gevechten aanmoedigt, die in de aflevering 'The Stanchurian Candidate' burgemeester werd van Gravity Falls.
- Shandra Jiminez (Kari Wahlgren)
- Tambry (Jessica DiCicco)
- Lee (Michael Rianda)
- Nate (Alex Hirsch)
- Thompson (Michael Rianda)
- Bud Gleeful (Stephen Root)

### Gastrollen
- Blendin Blandin (Justin Roiland)
- Agent Powers (Nick Offerman)
- Jeff the Gnome (Alex Hirsch)
- Abuelita (Matt Chapman)
- Time Baby (Dave Wittenberg)
- Multi-Bear (Alfred Molina)
- Rumble McSkirmish (Brian Bloom)
- Bobby Renzobbi (Justin Roiland)
- Wassen Larry King (Larry King)
- Craz (Greg Cipes)
- Xyler (John Roberts)
- Melody (Jillian Bell)
- Pacifa's moeder (Kari Wahlgren)
- Tats (Kevin Michael Richardson)
- Tad Strange (Cecil Baldwin)
- Wassen Coolio (Coolio)
- Wassen Sherlock Holmes (John Oliver)
- Pa Duskerton (Ken Jenkins)
- Ma Duskerton (April Winchell)
- Chutzpar (Kevin Michael Richardson)
- Quentin Trembley (Alex Hirsch)
- Mrs. Gleeful (Grey Griffin)
- The Summerween Trickstar (Jeff Bennett)
- Mermando (Matt Chapman)
- Mr. Poolcheck (Michael Rianda)
- Sev'ral Timez (Lance Bass)
- Ergman Bratsman (Ken Hudson Campbell)
- Mysterious Old Man (Mark Hamill)
- Frans (Patton Oswalt)
- Sergei (Frank Caliendo)
- Knight Liliputtian (John O'Hurley)
- Pirate Liliputtian (Jim Cummings)
- Gary (Paul Scheer)
- Giffany (Jessica DiCicco)
- Smart Waddles (Neil deGrasse Tyson)
- Harry Claymore (John DiMaggio)
- Blind Ivan (Peter Serafinowicz)
- Love God (John DiMaggio)
- Marius (Matt Chapman)
- Mr. Pines (Jonathan Banks)
- Prohabilitor ("Weird Al" Yankovic)
- Ghosteyes (Kevin Michael Richardson)
- Celestbellebethabelle (Sam Martin)
- Darlene (Chelsea Peretti)
- The Horrifying Sweaty One-Armed Monstrosity (Louis C.K.)
- Keyhole (Corey Burton)
- Judge Kitty Kitty Meow Meow Face-Schwartstein (Jon Stewart)
- Ernesto (Eric Bauza)
- Bus Chauffeur (Kyle MacLachlan)

## Verborgen boodschappen
De afleveringen van Gravity Falls bevatten veel verwijzingen en geheimen die met bepaalde codes kunnen worden gekraakt. De boodschappen kunnen ontdekt worden door onder andere bepaalde fragmenten achterwaarts terug te spelen, gebruik te maken van substitutiesleutels zoals het caesarcijfer, of door de aflevering op het juiste moment te stoppen waardoor één specifiek shot zichtbaar wordt. De meeste boodschappen zijn vaak komisch van aard, maar er zitten ook waarschuwingen tussen, met name over ome Stan, de oudoom van Dipper en Mabel. De oplettende kijker wordt gewaarschuwd dat hij niet te vertrouwen is en dat hij iets verbergt.

## Nasynchronisatie
| Original                                      | Dubber                                                            |
| --------------------------------------------- | ----------------------------------------------------------------- |
| Dipper Pines                                  | Stephan Holwerda                                                  |
| Mabel Pines                                   | Kim van Zeben                                                     |
| Stanley "Stan" Pines                          | Finn Poncin                                                       |
| The Horrifying Sweaty One-Armed Monstrosity   | Finn Poncin                                                       |
| Soos Ramirez                                  | Fred Meijer                                                       |
| Tyler Cutebiker                               | Fred Meijer                                                       |
| Knight Liliputtian                            | Fred Meijer                                                       |
| Wendy Corduroy                                | Nine Meijer                                                       |
| Stanford "Ford" Pines                         | Has Drijver                                                       |
| Bill Codex                                    | Tony Neef (First Voice) Paul Boereboom (Second Voice)             |
| Gideon Vrolijk                                | Rolf Koster                                                       |
| Blendin Blandin                               | Rolf Koster                                                       |
| Jeff the Gnome                                | Rolf Koster                                                       |
| Smart Waddles                                 | Rolf Koster                                                       |
| Opa McGucket                                  | Reinder van der Naalt                                             |
| Preston Northwest                             | Reinder van der Naalt                                             |
| Prohabilitor                                  | Reinder van der Naalt                                             |
| Robbie Valentino                              | Trevor Reekers                                                    |
| Grenda                                        | Trevor Reekers                                                    |
| Luie Susan                                    | Anneke Beukman                                                    |
| Shandra Jiminez                               | Anneke Beukman                                                    |
| Abuelita                                      | Anneke Beukman                                                    |
| Tambry                                        | Anneke Beukman                                                    |
| Pyronica                                      | Anneke Beukman                                                    |
| Manly Dan                                     | Frans Limburg                                                     |
| Agent Powers                                  | Frans Limburg                                                     |
| Tad Strange                                   | Frans Limburg                                                     |
| Love God                                      | Frans Limburg                                                     |
| Ghosteyes                                     | Frans Limburg                                                     |
| Mermando                                      | Frans Limburg                                                     |
| The Summerween Trickstar                      | Frans Limburg                                                     |
| Hectorgon                                     | Frans Limburg                                                     |
| Sheriff Blubs                                 | Jerrel Houtsnee Rolf Koster (Some Episodes)                       |
| Plaatsvervangend Durland                      | Paul Disbergen (Season 1) Tony Neef (Season 2)                    |
| Harry Hardnekkig                              | Paul Disbergen                                                    |
| Mr. Poolcheck                                 | Paul Disbergen                                                    |
| Sergei                                        | Paul Disbergen                                                    |
| Pacifica Northwest                            | Nine Meijer                                                       |
| Lee                                           | Tony Neef (First Voice) Huub Dikstaal (Second Voice)              |
| Thompson                                      | Paul Disbergen (Season 1) Huub Dikstaal (Season 2)                |
| Marius                                        | Leon Wiedijk                                                      |
| Bud Gleeful                                   | Edward Reekers                                                    |
| Mr. Pines                                     | Edward Reekers                                                    |
| Pacifica's moeder                             | Anneke Beukman (First Voice) Beppie Melissen (Second Voice)       |
| Mrs. Pines                                    | Beppie Melissen                                                   |
| Nate                                          | Juliann Ubbergen                                                  |
| Wassen Coolio                                 | Jerrel Houtsnee                                                   |
| Wassen Larry King                             | Jerrel Houtsnee                                                   |
| Time Baby                                     | Marcel Jonker                                                     |
| Chutzpar                                      | Marcel Jonker                                                     |
| Judge Kitty Kitty Meow Meow Face-Schwartstein | Marcel Jonker                                                     |
| Multi-Bear                                    | Ewout Eggink                                                      |
| Wassen Sherlock Holmes                        | Ewout Eggink                                                      |
| Quentin Trembley                              | Ewout Eggink                                                      |
| Celestbellebethabelle                         | Ewout Eggink                                                      |
| Keyhole                                       | Ewout Eggink                                                      |
| Bus Chauffeur                                 | Ewout Eggink                                                      |
| Teeth                                         | Ewout Eggink                                                      |
| Wax Larry King                                | Ewout Eggink                                                      |
| Rumble McSkirmish                             | Thijs van Aken                                                    |
| Bobby Renzobbi                                | Florus van Rooijen                                                |
| Craz                                          | Kevin Hassing (Season 1) Tony Neef (Season 2)                     |
| Xyler                                         | Jelle Amersfoort (First Voice) Xander Gallois (Second Voice)      |
| Melody                                        | Donna Vrijhof                                                     |
| Giffany                                       | Lizemijn Libgott                                                  |
| Tats                                          | Murth Mossel                                                      |
| Oude Man Spook                                | Ewout Eggink (Season 1) Finn Poncin (Season 2)                    |
| Oude vrouwengeest                             | Kim Van Zeben (Season 1) Anneke Beukman (Season 2)                |
| Frans                                         | Tony Neef                                                         |
| Blind Ivan                                    | Tony Neef                                                         |
| Kryptos                                       | Tony Neef                                                         |
| Mysterious Old Man                            | Huub Dikstaal                                                     |
| Agent Trigger                                 | Huub Dikstaal                                                     |
| Sev'ral Timez                                 | Kevin Hassing Jelle Amersfoort Tony Neef Hein Gerrits Jamai Loman |
| Ergman Bratsman                               | Jelle Amersfoort                                                  |
| Teeth                                         | Jelle Amersfoort                                                  |
| Paci-Fire                                     | Jelle Amersfoort                                                  |
| Creature with 88 different faces              | Jelle Amersfoort                                                  |
| Gary                                          | Dieter Jansen                                                     |
| Pirate Liliputtian                            | Just Meijer                                                       |
| Darlene                                       | Jannemien Cnossen                                                 |
| 8-Ball                                        | Timo Bakker                                                       |

De Nederlandse vertaling is geproduceerd door SDI Media Netherlands, geregisseerd door Edwine Soffner en vertaald door Veronique Overeijnder en Trevor Reekers.

## Afleveringen

### Seizoen 1
1. Op de Kleintjes Letten
2. De legende van de Grobbelzomper
3. Hoofdzaak
4. Altijd in Mijn Gedachten
5. Nachtbraker
6. Dipper, de Machoman
7. Dubbel Dipper
8. Suffe Schat
9. Het Varken van de Tijdreiziger
10. Vecht Vechters
11. Kleine Kunst
12. Zomerween
13. Baas Mabel
14. Bodemloze Put
15. Het Diepe
16. Tapijtstrijd
17. Boygekte
18. Het Zwijnen Tijdperk
19. Droomverkenners
20. De opkomst van Gideon

### Seizoen 2
1. Naar-aoke
2. In de Bunker
3. De Golf Oorlog
4. Sokken Opera
5. Soos en het echte meisje
6. Kleine Horror Souvenirwinkel
7. Het Genootschap van het Blinde Oog
8. Het Spel van Mono
9. De Liefdesgod
10. Het Raadsel van de Northwest Villa
11. Niet Wat Hij Lijkt
12. Een Verhaal over Twee Stans
13. Kerkers, Kerkers en nog meer Kerkers
14. De Stanuriaanse Kandidaat
15. De Laatste Mabelhoorn
16. Attracties Langs De Weg
17. Dipper en Mabel tegen De Toekomst
18. Vreemdmageddon 1
19. Vreemdmageddon 2: Ontsnapping aan de Realiteit
20. Vreemdmageddon 3: Neem Falls Terug
21. Vreemdmageddon 4: Ergens in het Bos

## Ontvangst
Gravity Falls is zeer positief ontvangen bij zowel kijkers als critici. Recensiewebsite The A.V. Club gaf het eerste seizoen een A- als eindbeoordeling. Het tijdschrift Wired noemde Gravity Falls de slimste tekenserie op televisie. Gravity Falls scoort een 8,9 op TV.com en een 8,9 op IMDb.com.